# Peter Schmitt (Politiker)

Peter Schmitt

Peter Schmitt (* 11. September 1901 in Ottweiler; † 15. Dezember 1985 in Saarbrücken-Altenkessel) war ein deutscher Politiker (NSDAP).

## Leben und Wirken
Der Sohn eines Müllers besuchte die Volksschule und erlernte das Schlosser- und Dreherhandwerk. Bis April 1934 arbeitete er als Eisenbahnschlosser, zuletzt als Werkmeister in Hermeskeil. Schmitt heiratete im April 1941.
Im Dezember 1926 trat Schmitt in die NSDAP (Mitgliedsnummer 49.177) ein. Bis 1933 fungierte er für die Partei als Kassierer, Organisations-, Propaganda- sowie Ortsgruppenleiter. Außerdem war er Mitglied der Sturmabteilung (SA) und der Schutzstaffel (SS).
Nach der Machtergreifung der Nationalsozialisten saß Schmitt von November 1933 bis zum Ende der NS-Herrschaft im Frühjahr 1945 als Abgeordneter für den Wahlkreis 21 (Koblenz-Trier) im nationalsozialistischen Reichstag. Am 1. April 1934 übernahm er die Stellung eines Beauftragten und Vertrauensmannes des Verbindungsstabes der Reichsbahn bei der Reichsbahndirektion Trier-Saarbrücken, die er bis zum 1. Dezember 1935 ausüben sollte. Bereits seit 1932 war Schmitt NSDAP-Kreisleiter für Trier-Land, später Trier-Land-Ost mit Sitz in Hermeskeil. Daneben bekleidete er verschiedene Ehrenämter der kommunalen Körperschaften. Im Zweiten Weltkrieg war er als Leutnant der Reserve eines Pionierbataillons im Kriegseinsatz.